# أحمد نبيل الفضل
أحمد نبيل نوري فضل عبد الله الفضل (1977 - )، نائب في مجلس الأمة الكويتي.

## سيرته
ولد أحمد نبيل الفضل بالكويت 1977، حاصل علي بكالوريوس العلوم الادارية من جامعة الكويت ويعمل في الأعمال الحرة، وهو ابن النائب السابق نبيل الفضل، شارك في تكميلية انتخابات مجلس (2013) عام 2016 بعد خلو المقعد بسبب وفاة النائب نبيل الفضل وحصل على المركز الخامس في الدائرة الثالثة بـ1,314 صوت وخسر بالانتخابات، كما شارك في انتخابات مجلس الأمة الكويتي العامة 2016 وحصل على المركز العاشر في الدائرة الثالثة بـ2,124 صوت وفاز بالانتخابات. شارك في انتخابات مجلس الأمة الكويتي 2020 وحصل على المركز 21 في الدائرة الثالثة بـ1,486 صوت وخسر بالانتخابات.

## مؤهلاته ومناصبه
- تقلد مناصب قيادية في العديد من الشركات المدرجة وغير المدرجة.
- عضو في فريق المقترحات والمشاريع بقوانين التابع لحملة النائب السابق نبيل الفضل.
- متخصص في إعادة هيكلة المشاريع المتعثرة.
- صاحب أطروحات وبحوث للاقتصاد الرياضي الحديث.
- عضو مجلس الأمة 2016.
- دورات متعددة في الجانب المالي والتحليلي والتمويلي.
- شهادات عليا في التمويل والسوق العربية.
- خبرة 17 عاما في القطاع الخاص.[3]

## أبرز مواقفه في مجلس الأمة
| استجواب الوزيرة هند الصبيح (يناير 2018)                  | ضد الاستجواب |
| استجواب الوزير بخيت الرشيدي (2018)                       | ضد الاستجواب |
| استجواب الوزيرة هند الصبيح (مايو 2018)                   | ضد الاستجواب |
| استجواب الوزير خالد الروضان (2019)                       | ضد الاستجواب |
| استجواب الوزير محمد الجبري (2019)                        | ضد الاستجواب |
| استجواب الوزير نايف الحجرف (2019)                        | ضد الاستجواب |
| استجواب الوزير براك الشيتان (2020)                       | مع الاستجواب |
| استجواب الوزير أنس الصالح (أغسطس 2020)                   | ضد الاستجواب |
| استجواب الوزير سعود هلال الحربي (أغسطس 2020)             | ممتنع        |
| استجواب الوزير سعود هلال الحربي (سبتمبر 2020)            | ممتنع        |
| استجواب الوزير أنس الصالح (سبتمبر 2020)                  | ضد الاستجواب |
| تصويت فتح باب ما يستجد من أعمال (تعديل النظام الانتخابي) | غير موافق    |